# Nyandoma
Nyandoma (oroszul: Няндома) város Oroszország Arhangelszki területén, a Nyandomai járás székhelye.   
Lakossága: 22 356 fő (a 2010. évi népszámláláskor).
A települést az azonos nevű folyóról nevezték el. A folyónév finnugor eredetű, az -oma végződés több északi folyó nevében is előfordul.

## Fekvése
Az Arhangelszki terület délnyugati részén, Arhangelszktől 342 km-re délre, a Nyandomai-dombság lejtőjén terül el. Vasútállomás a Vologda–Arhangelszk fővonal Konosa–Pleszeck közötti szakaszán. Áthalad a városon a P-2 jelű közút, mely nyugat felé Kargopollal (80 km), kelet felé a Vologda–Arhangelszk (M-8 jelű) autóúttal teremt közvetlen összeköttetést.

## Története
1896-ban az Arhangelszk felé vezető vasútvonal és a vasútállomás építkezésének egyik településeként jött létre. A vonalon 1898-ban indult meg a forgalom. Egy 1910-ben kitört tűzvészben a település csaknem összes, kb. 50 lakóháza leégett. 1922-ben alsó szintű szakiskola kezdte meg működését, melynek utóda ma vasúti technikumként működik. A település 1929-ben járási székhely lett, 1939-ben kapott városi rangot. 

## Gazdasága
Gazdasági életében meghatározó szerepe van a vasútnak, a járműtelepnek és járműjavítónak. Több faipari üzeme is működik. A járás ellátása és a városi munkalehetőségek szempontjából egyaránt fontos élelmiszeripari létesítmény, a brojlercsirke telep 2012-ben csődközeli helyzetbe került.